# Ramon Barnadas
Ramon Barnadas i Fàbrega (* 1909 in Olot; † 1981 in Vic) war ein katalanischer Maler, der in der Tradition der Schule von Olot stand. Als künstlerische Frühbegabung besuchte Barnadas bereits mit zehn Jahren als Schüler von Iu Pascual die Escola de Belles Arts von Olot. Ab 1935 wirkte er selbst als Dozent an dieser Kunsthochschule.

## Werk
Barnadas gehörte wie auch Vicenç Soler i Jorba, Josep Pujol, Joaquim Marsillach und Lluís Carbonell zur zweiten Generation von Landschaftsmalern der Schule von Olot. Diese Generation entwickelte gegenüber der Gründergeneration um Joaquim  Vayreda und Josep Berga vollkommen neue künstlerische Fragestellungen und Ergebnisse. Technisch vor allen Dingen der Ölmalerei verpflichtet, genoss diese neue Generation große künstlerische Freiheiten im Umfeld der republikanischen Regierungszeit. Barnadas skizzenhafter Malstil ging weit über die Lehren des Realismus und des Impressionismus hinaus und orientierte sich an Cézanne. Barnadas schuf mit seinem Stil eine neue Avantgarde der katalanischen Kunst. Neben den klassischen Landschaftssujets schuf er in gleicher Manier menschliche und Tierfiguren, Stillleben, Stadt- und Strandszenen sowie Zigeunersujets. Seine Malerei basiert primär auf einer sehr speziellen Farbgebung. Er vertrat künstlerisch eine Position, die zwischen der rationalen Malerei von Josep Pujol und der intuitiven Malerei von Pere Gussinyé lag. Sein Tod 1981 hat eine künstlerische Leere in der Landschaftsmalerei von Olot hinterlassen.

## Ausstellungen und Ehrungen
1929 hatte Barnadas seine erste Individualausstellung. Es folgten Ausstellungen im gesamten Spanien, der Schweiz und in Mexiko. Er erhielt zahlreiche Preise und Ehrungen wie auf bei der Exposició Nacional de Madrid, der Exposició Internacional de Palamós, den nationalen Preis für Landschaftsmalerei der Fundació Estrada und den Preis Ricardo Portabella. Besonders zu erwähnen sind seine Ausstellungen 1927 und 1928 in den Galeries Laietanes und 1924, 1933, 1935, 1936 in der Sala Barcino beide in Barcelona. Es gab posthume Ausstellungen 2006 anlässlich seines 25-jährigen Todestages im Kulturzentrum Fontana d'Or in Girona und bei der Caixa de Girona. Von Dezember 2008 bis Januar 2009 widmete die Galeria Les Voltes in Olot Barnadas eine retrospektive Ausstellung. Aktuell sind zwei Straßen nach Ramon Barnadas benannt: Eine in Olot, die andere in Girona.

## Wertung
Von einem gemeinsamen Ausgangspunkt mit Malern wie Josep Pujol und Pere Gussinyé in der Escola d'Olot ausgehend hat Barnadas in einer Art Rebellion neue künstlerische Wege gesucht und geöffnet. Er gelangte zu einem ehrlichen, direkten, persönlichen, von jeder Ideologie freien Stil, in dem er die Landschaften, auch und besonders die Meerlandschaften Kataloniens, die Abendmelancholie der Berge und das Wesen von Mensch und Tier darstellte.
Die private Dokumenten- und Kunstsammlung von Ramon Barnadas wird im Arxiu Comarcal de la Garrotxa in Olot verwahrt.